# Тропонін Т

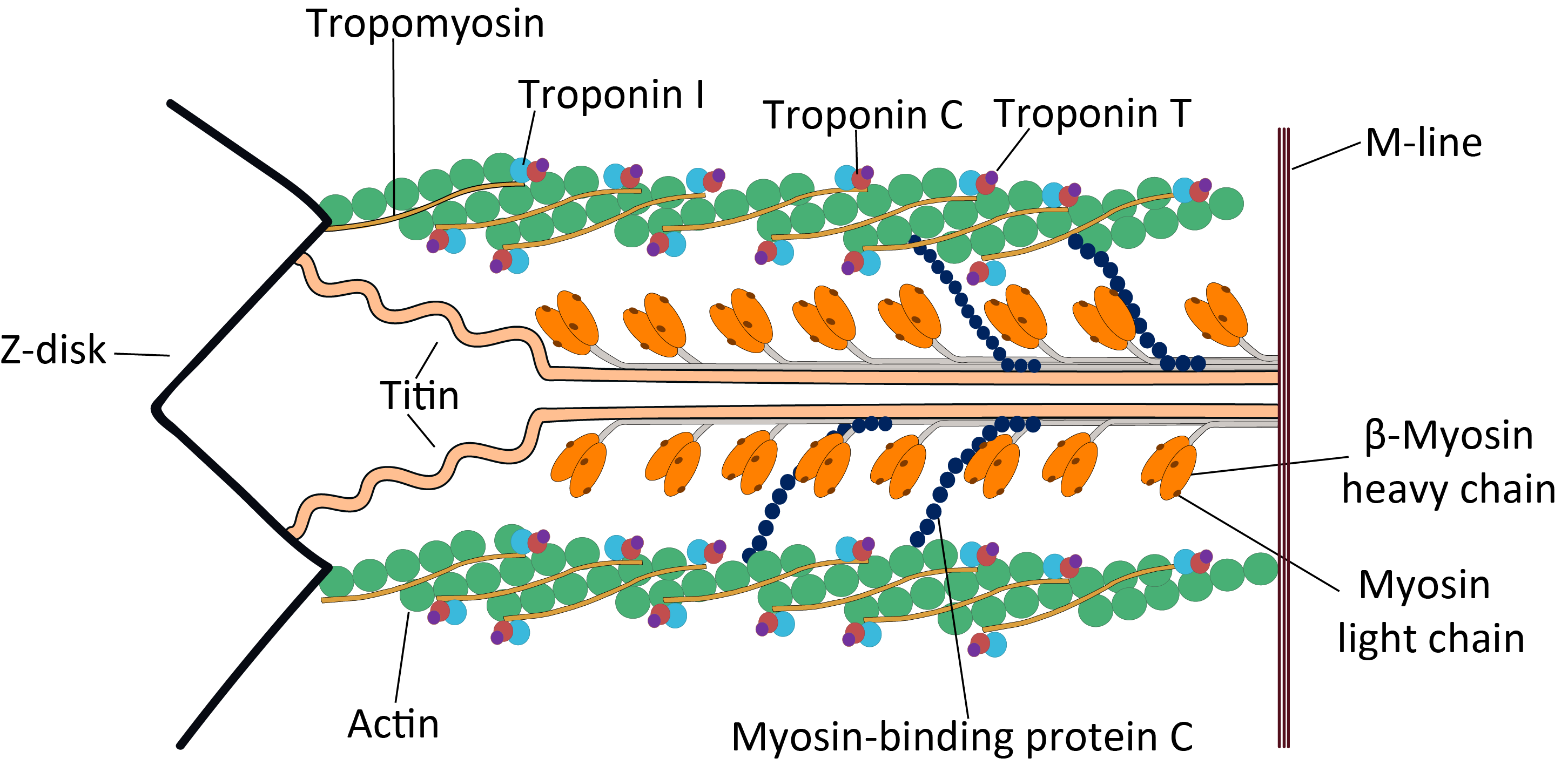
Структура серцевого саркомера з тропоніном Т

Тропонін Т (скорочено TnT  або TropT) є частиною тропонінового комплексу, білкового комплексу, невід’ємного від скорочення скелетних і серцевих м’язів. Вони експресуються в скелетних і серцевих міоцитах. Тропонін Т зв’язується з тропоміозином і допомагає позиціонувати його на актині  і разом з рештою тропонінового комплексу модулює скорочення поперечно-смугастого м’яза.  Серцевий підтип тропоніну Т особливо корисний у лабораторній діагностиці серцевого нападу, оскільки він вивільняється в кров при пошкодженні серцевого м’яза.  Відкритий німецьким лікарем Хьюго А. Катусом з Гейдельберзького університету, який також розробив аналіз тропоніну Т.

## Підтипи
- Повільний скелетний тропонін T1, TNNT1 (19q13.4,OMIM 191041 )
- Серцевий тропонін T2, TNNT2 (1q32,OMIM 191045 )
- Швидкий скелетний тропонін T3, TNNT3 (11p15.5,OMIM 600692 )

## Еталонні значення
Порогове значення 99-го процентиля для серцевого тропоніну Т (cTnT) становить 0,01 нг/мл.  Референсним діапазоном для високочутливого тропоніну Т є нормальний < 14 нг/л, граничний — 14-52 нг/л і підвищений > 52 нг/л. 

## Контекст
Тропоніновий комплекс відповідає за зв'язок циклу скорочення саркомера з коливаннями внутрішньоклітинної концентрації кальцію. Підвищення рівня тропоніну Т після нападу болю в грудях вказує на інфаркт міокарда.  Він був відкритий німецьким лікарем Гуго А. Катусом в Гейдельберзькому університеті, якой також розробив аналіз крові на тропонін Т.  У пацієнтів із неважким безсимптомним стенозом аортального клапана та без явного захворювання коронарної артерії підвищення тропоніну Т (вище 14 пг/мл) пов’язане зі збільшенням 5-річної частоти ішемічних серцевих подій (інфаркт міокарда, черезшкірне коронарне втручання або операція аортокоронарного шунтування).  У пацієнтів зі стабільною ішемічною хворобою серця було встановлено, що концентрація тропоніну Т суттєво пов’язана з частотою серцево-судинної смерті та серцевої недостатності, але лише у 2014 році його визнали предиктором того майбутнього гострого інфаркту міокарда. 

## Дивіться також
- Тропонін С
- Тропонін І
- Білок, що зв'язує кальцій
- Розсувна нитяна модель